# Квасов Григорій Васильович
Григорій Васильович Квасов (19 серпня 1905, село Казачья Свобода Тамбовської губернії, тепер Шацького району Рязанської області, Російська Федерація — 30 травня 1977, місто Кишинів, тепер Молдова) — радянський партійний діяч, голова Чкаловського (Оренбурзького) облвиконкому, 1-й заступник голови Ради міністрів Молдавської РСР, 1-й секретар Бєльцького окружного комітету КП Молдавії. Депутат Верховної ради Молдавської РСР. Депутат Верховної Ради СРСР 2—3-го скликань.

## Біографія
Народився в селянській родині.
Член ВКП(б) з 1926 року.
Працював в Оренбурзькому м'ясорадгоспі.
У 1932 році закінчив Ленінградський інститут політичної просвіти.
На 1938 рік — 1-й секретар Тепловського районного комітету ВКП(б) Оренбурзької (Чкаловської) області.
До березня 1940 року — заступник голови виконавчого комітету Чкаловської обласної ради депутатів трудящих.
У березні 1940 — травні 1942 року — голова виконавчого комітету Чкаловської обласної ради депутатів трудящих.
У 1944 — 14 листопада 1947 року — 1-й заступник голови Ради народних комісарів (з березня 1946 року — Ради міністрів) Молдавської РСР.
У 1948—1951 роках — завідувач сільськогосподарського відділу ЦК КП(б) Молдавії.
26 березня 1951 — 11 грудня 1952 року — заступник голови Ради міністрів Молдавської РСР.
У лютому 1952 — червні 1953 року — 1-й секретар Бєльцького окружного комітету КП Молдавії.
У 1953—1956 роках — завідувач сільськогосподарського відділу ЦК КП Молдавії.
У 1957—1965 роках — на керівній роботі в Раді народного господарства Молдавської РСР.
З 1965 року — персональний пенсіонер у місті Кишиневі.

## Нагороди
- два ордени Трудового Червоного Прапора
- медалі